# 국가과학기술 표준분류체계
국가과학기술 표준분류체계는 과학기술 분야에서 정보의 관리․유통, 인력 관리의 효율화, 연구개발사업의 효율적 기획․관리를 위한 국가 표준 분류틀로, 연구분야와 적용분야의 독립적인 2차원 분류체계이다. 연구분야는 3계층 분류체계로서, 33개 대분류와 하위 369개 중분류 및 2,899개 소분류로 구성되며, 적용분야는 1계층 분류체계로서 32개의 대분류로 구성된다.
과학기술기본법 제 27조 및 동법 시행령 제41조에 명시되어 있으며, 국가과제들은 모두 이 코드에 따라 분류된다.
- 자세한 내용[깨진 링크(과거 내용 찾기)]